# Ґорай (Великопольське воєводство)
Ґорай (пол. Goraj) — село в Польщі, у гміні Любаш Чарнковсько-Тшцянецького повіту Великопольського воєводства.
Населення — 434 особи (2011).
У 1975-1998 роках село належало до Пільського воєводства.

## Демографія
Демографічна структура станом на 31 березня 2011 року:
|          | Загалом | Допрацездатний вік | Працездатний вік | Постпрацездатний вік |
| -------- | ------- | ------------------ | ---------------- | -------------------- |
| Чоловіки | 212     | 61                 | 135              | 16                   |
| Жінки    | 222     | 52                 | 132              | 38                   |
| Разом    | 434     | 113                | 267              | 54                   |